# Seescheiden
Seescheiden (Ascidiae oder Ascidiacea) sind sessile Manteltiere, die weltweit die Meere vom Schelf bis zur Tiefsee besiedeln. Die Datenbank World Register of Marine Species, verzeichnet über 3.000 wissenschaftlich beschriebene Arten, was sie zur artenreichsten Gruppe der Manteltiere macht.
Die Fähigkeit, einen Mantel zu bilden und als Filtrierer Nahrungspartikel aus dem Wasser zu nutzen, macht die Seescheiden zu einer so vielfältigen und weit verbreiteten Tiergruppe.
Seescheiden gelten als die engsten lebenden wirbellosen Verwandten von Wirbeltieren. Ihre kaulquappenartigen Larven weisen bei einigen Organen und Geweben erhebliche Ähnlichkeiten mit den Entsprechungen bei sich entwickelnden Wirbeltieren auf.

## Merkmale
Nach der Wuchsform werden, nicht taxonomisch, folgende drei Typen unterschieden
- Solitärascidien, die immer ein Oozooid repräsentieren
- Soziale Ascidien, meist mit Stolonen verbunden
- Synascidien, koloniale Formen mit gemeinsamem Mantel, Gefäßsystem, oft zu Gruppen zusammengefassten Ausstromsiphonen in einem Kloakalraum des Mantels und mit vielfältigster Anordnung der meist sehr kleinen Einzeltiere

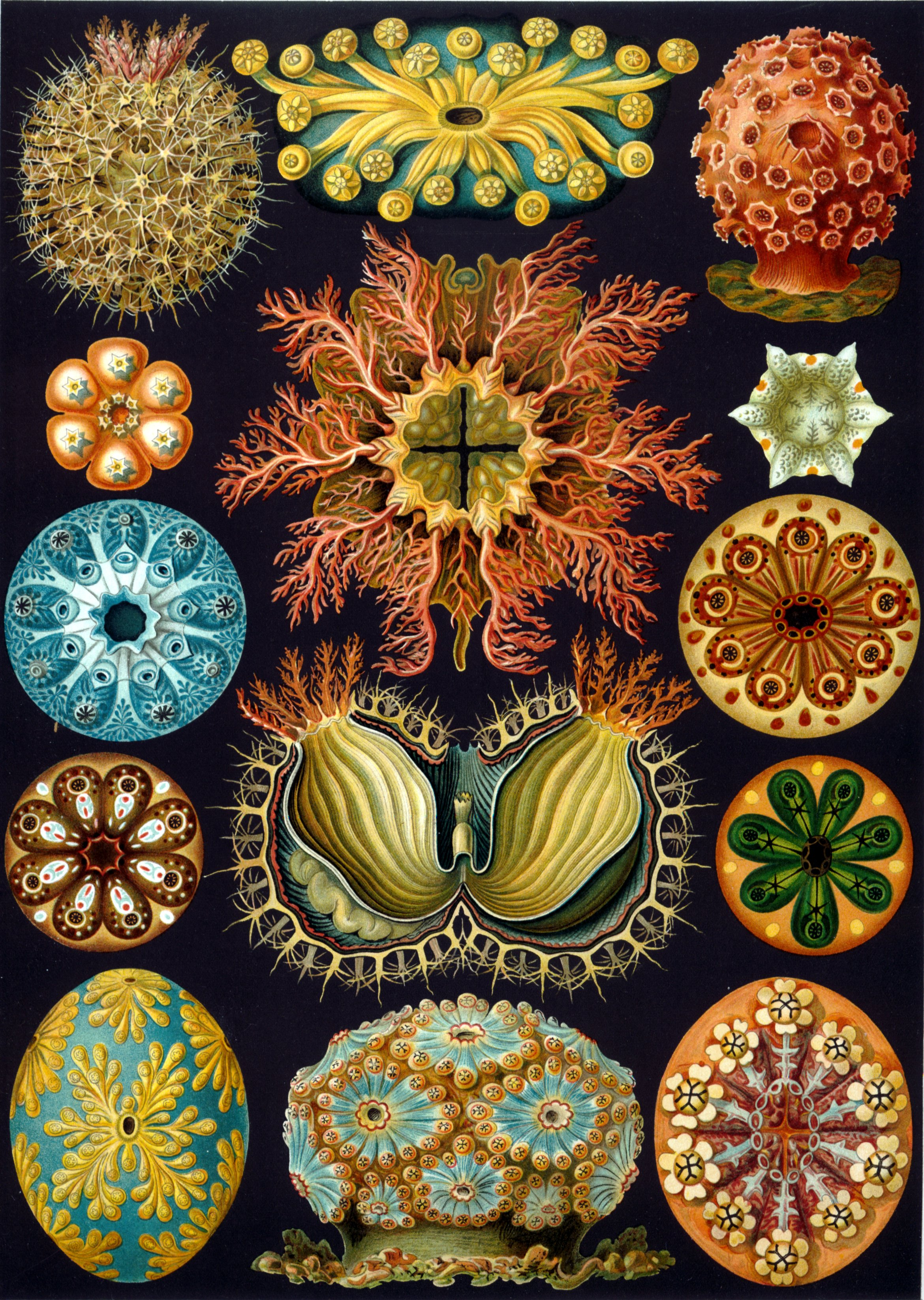
Seescheiden sind von der äußeren Erscheinung her sehr vielgestaltig. Abbildung in Haeckel, Kunstformen der Natur

Ihre äußere Erscheinung ist aufgrund der unterschiedlichen Lebensräume, die von Seescheiden besiedelt werden, sehr vielgestaltig. Arten des Sandlückensystems (Mesopsammon) erreichen nur Millimeter-Größe (etwa Psammostyela delamarei, Diplosoma migrans). Die subantarktische Solitärascidie Molgula gigantea erreicht Größen von bis zu 30 cm. Bei der 80 cm langen gestielten Tiefsee-Ascidie Culeolus murrayi misst der eigentliche Körper nur etwa 8 cm. Die Synascidie Aplidium conicum bildet bis zu 50 cm hohe, massige Kolonien. Schließlich existieren auch dünne bandförmige Kolonien von 4–43 m Länge. Im Mantel der Seescheiden finden sich mesenchymatische Zellen, die die verschiedensten Farbstoffe enthalten können.
Die kleinste Art ist Molgula hydemanni, die einen Durchmesser von 2 mm aufweist, während die größten Arten bis zu 50 Zentimeter groß werden.
Im Nervengewebe von Seescheiden konnten Nervenzellen nachgewiesen werden, die sonst nur bei Wirbeltieren ausgebildet werden. Dabei weisen insbesondere die frei schwimmenden Larven der Manteltiere Gemeinsamkeiten mit anderen Chordatieren auf, da sie sowohl über Rückenmark als auch eine Chorda dorsalis verfügen, die sich bei Wirbeltieren zur Wirbelsäule entwickelt. Im Larvenstadium stimmt die Seescheide fast komplett mit der Larve der Wirbeltiere überein.

## Lebensweise
Adulte Seescheiden leben sessil, indem sie sich mit ihrem Mantel an den Untergrund heften, wobei sie sich zu Kolonien zusammenschließen.
Die Larven leben frei schwimmend und verfügen über einen Ruderschwanz und ein Neuralrohr.

Aufbau einer Seescheidenlarve: 1 Ingestionsöffnung, 2 Haftpapillen, 3 Kiemendarm, 4 Magen, 5 Darm, 6 Chorda dorsalis, 7 Neuralrohr, 8 Peribranchialraum; 9 Egestionsöffnung

### Fortpflanzung
Seescheiden sind simultane Hermaphroditen („Zwitter“), die jedoch auch zu ungeschlechtlicher Vermehrung durch Knospenbildung in der Lage sind. Die Befruchtung kann dabei im freien Wasser stattfinden, es gibt aber auch Arten, die Brutpflege betreiben und deren Larven in der Körperhöhle heranwachsen.
Bei der geschlechtlichen Fortpflanzung der Seescheiden entstehen Larven mit Ruderschwanz, die sich mittels „komplexer Umbauvorgänge“ zu fest sitzenden ausgewachsenen Tieren entwickeln, die auf einen festen Untergrund angewiesen sind, auf dem sie sich zu Kolonien zusammentun.

### Ernährung
Fast alle Seescheiden sind Nahrungsstrudler mit hochentwickeltem Kiemendarm, die sich als Filtrierer von Plankton und/oder Detritus ernähren. Über eine Einström-Öffnung wird das Wasser in den Kiemendarm geleitet, eine spezielle Bildung, in der die Nahrung herausgefiltert wird, um dann dort durch Kiemenspalten in den Peribranchialraum zu gelangen. Der Kiemendarm ist hoch entwickelt. Oft enthält er Tausende von Kiemenspalten. Alle Partikel, die eine Größe von unter 1 μm haben, bleiben darin hängen. Danach wird das filtrierte Wasser durch die Ausström-Öffnung wieder abgegeben. Über den Kiemendarm werden auch lösliche Stoffwechselendprodukte ausgeschieden. Der Darm ist U-förmig gestaltet.
In der australischen Tiefsee wurde südöstlich der Insel Tasmanien in einer Meerestiefe von 4.000 Metern eine fleischfressende Art entdeckt. Die etwa 50 cm große sich von kleineren Fischen ernährt, die, ähnlich wie bei der Venusfliegenfalle, im Inneren der Seescheide gefangen werden.

## Erforschung und Ökologie

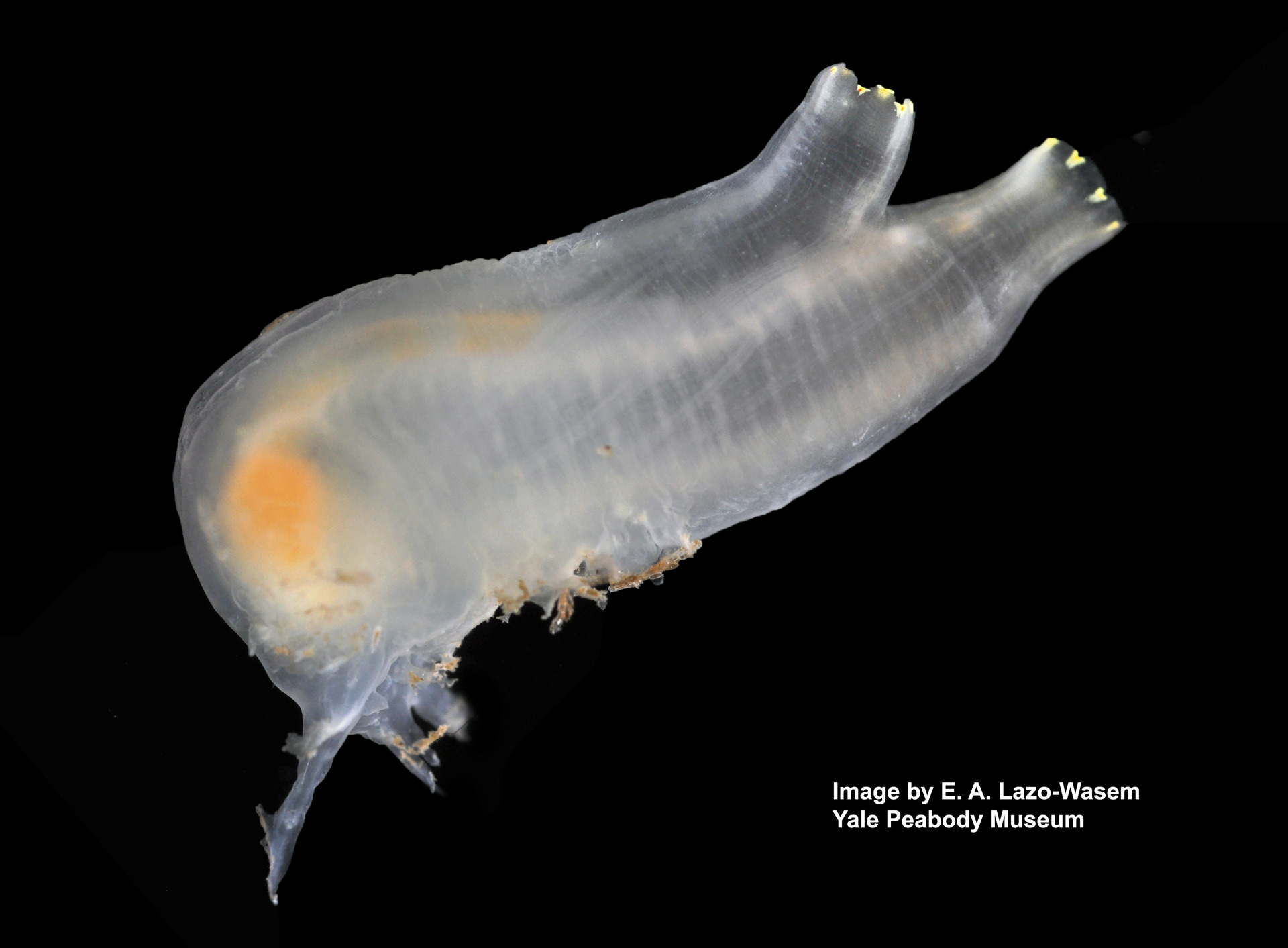
Die Schlauchseescheide Ciona intestinalis ist im Atlantik und im Pazifik weit verbreitet

Es ist bereits seit Ende der 1970er Jahre bekannt, dass Seescheiden mit der Nahrung auch Schadstoffe aufnehmen, so dass sie als Indikator für unterschiedliche Schadstoffe genutzt werden können. Die Schlauchseescheide Ciona intestinalis reagiert beispielsweise auf Eisen, während die Microcosmus sulcatus (aus der Gattung Microcosmus) für den Nachweis von Selen, Chrom, Zink und Kobalt genutzt werden kann.
An der Ruhr-Universität Bochum wird erforscht, wie sich Seescheiden zusätzlich als Bioindikatoren in weiteren Bereichen nutzen lassen, da sie sich bei äußeren Störungen zusammenziehen und so Rückschlüsse auf marine Lärmverschmutzung liefern. Darüber hinaus reagieren Seescheiden auf den Anstieg der Wassertemperaturen, indem sie eine nachweislich größere Menge des Proteins Hsp70 bilden.
Mit ihren sensorisch gut ausgestatteten Schwimmlarve verfügen Seescheiden über die Möglichkeit, sich selektiv auf bestimmten Untergründe in der Nähe ihrer Artgenossen anzuzusiedeln. Bei günstigen Verhältnissen breiten sie sich sowohl vegetativ sehr rasch aus und sind außerdem dazu in der Lage, sich sexuell zu reproduzieren, was sie, gegenüber anderen sessilen Lebewesen, so erfolgreich macht. So sind Massenentwicklungen von Cionia intestinalis bekannt, die Individuendichten von 1.500 bis 5.000 pro m² erreichen. Auf den Corallinaceenböden des Mittelmeers stellen Seescheiden mehr als die Hälfte aller sessilen Arten. Sehr häufig sind hier vor allem die Vertreter der Gattung Microcosmus.

## Systematik

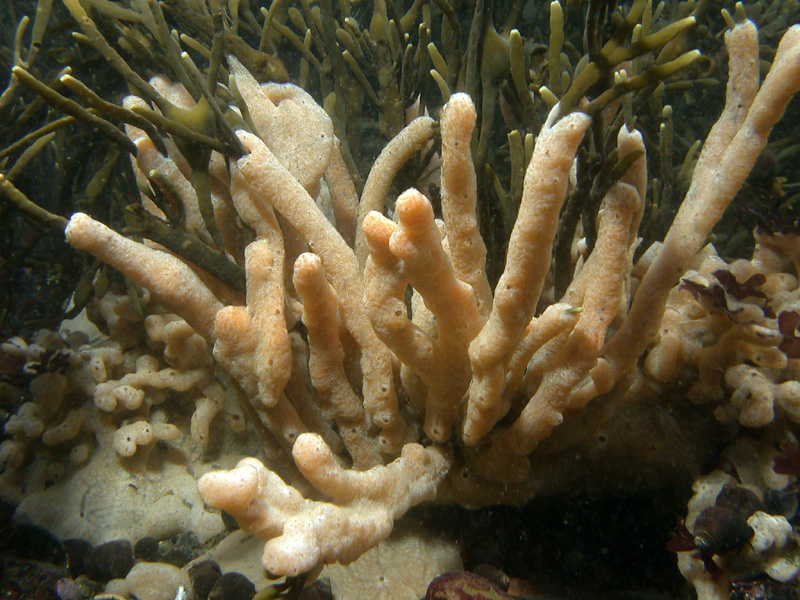
Didemnum sp. überwächst Grünalgen

Die Seescheiden werden bei den Manteltieren (Tunicata) eingeordnet, die zum Stamm der Chordata gehören. Es gibt drei Ordnungen mit insgesamt 25 Familien und mehr als 3.100 Arten.

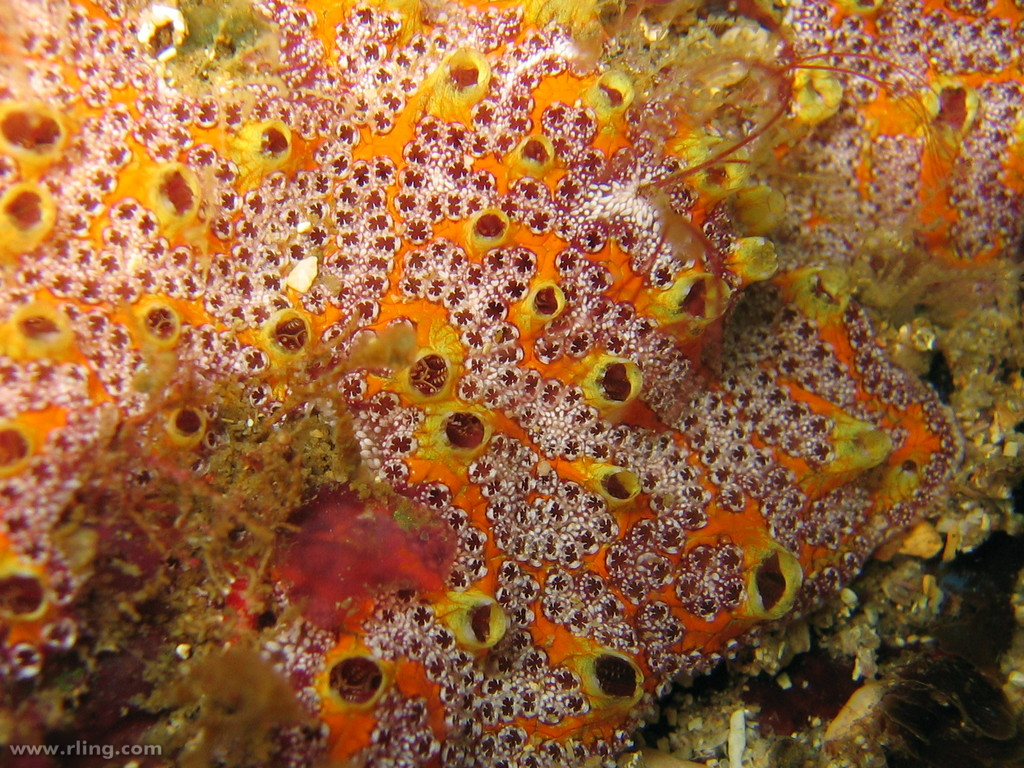
Die koloniale Seescheide Botrylloides magnicoecum

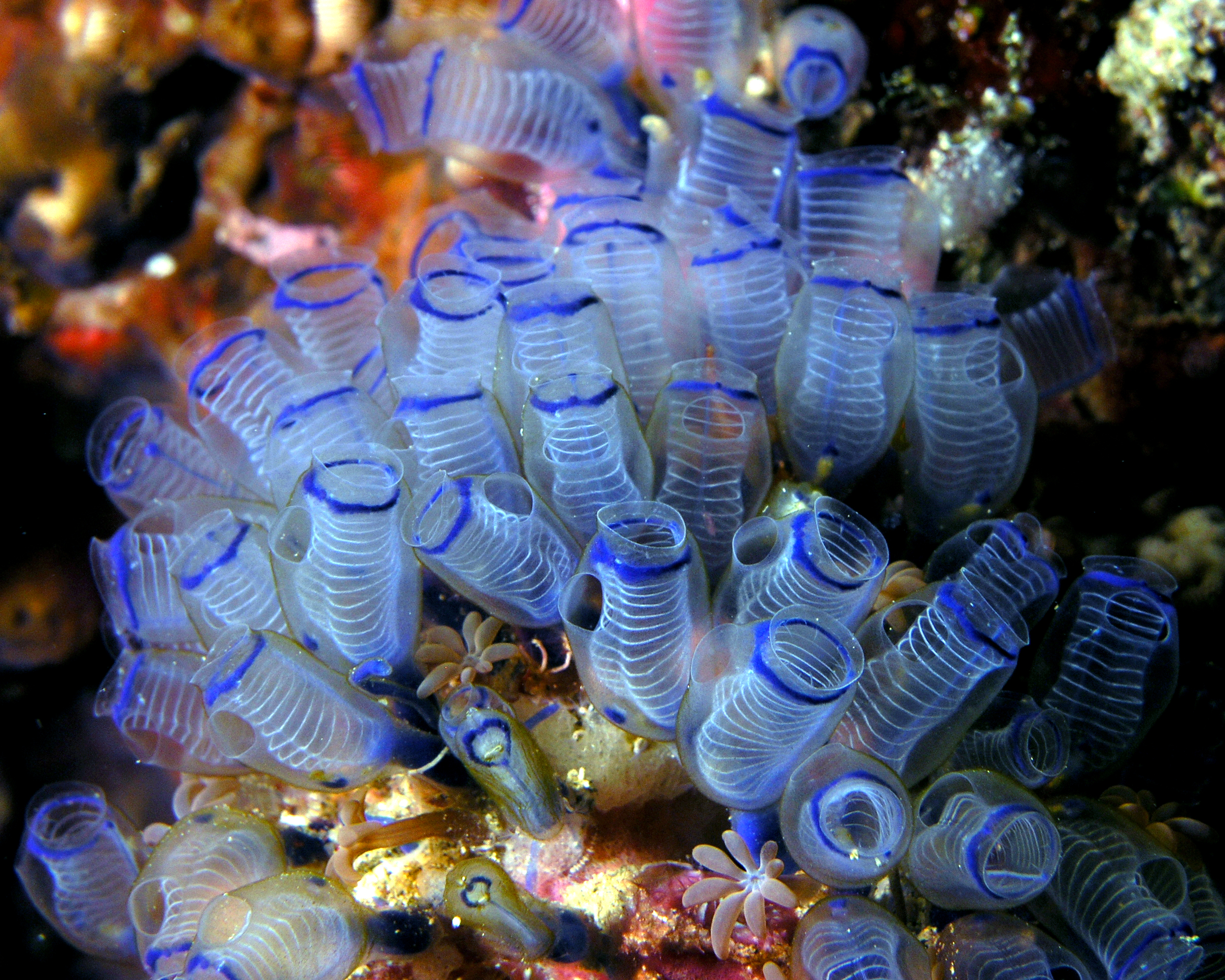
Clavelina moluccensis

Früher wurde die Ordnung „Enterogona“, bestehend aus zwei Unterordnungen, den Aplousobranchia und den Phlebobranchia, der Ordnung  „Pleurogona“ mit der einzigen Unterordnung Stolidobranchia gegenübergestellt. Bei den „Enterogona“ liegen die unpaaren Gonaden in oder hinter der Darmschleife, die Kloakenhöhle entwickelt sich aus einer paarigen dorsalen Einstülpung. Bei den „Pleurogona“ liegen die Gonaden links und rechts an der Körperwand, die Kloakenhöhle entwickelt sich aus einer unpaaren dorsalen Einstülpung. Diese Einteilung wurde aufgegeben und die bestehenden drei Unterordnungen der Seescheiden wurden zu Ordnungen erhoben:
- Ordnung Aplousobranchia Lahille, 1887
  - Familie Clavelinidae Forbes & Hanley, 1848
  - Familie Diazonidae Seeliger, 1906
  - Familie Didemnidae Giard, 1872
  - Familie Euherdmaniidae Ritter, 1904
  - Familie Holozoidae Berrill, 1950
  - Familie Placentelidae Kott, 1992
  - Familie Polycitoridae Michaelsen, 1904
  - Familie Polyclinidae Milne-Edwards, 1841
  - Familie Protopolyclinidae Kott, 1992
  - Familie Pseudodistomidae Harant, 1931
  - Familie Ritterellidae Kott, 1992
  - Familie Stomozoidae Kott, 1990
  - Familie Vitrumidae Kott, 2009
- Ordnung Phlebobranchia Lahille, 1887
  - Familie Agneziidae Monniot C. & Monniot F., 1991
  - Familie Ascidiidae Herdman, 1882
  - Familie Cionidae Lahille, 1887
  - Familie Corellidae Lahille, 1888
  - Familie Dimeatidae Sanamyan, 2001
  - Familie Hypobythiidae Sluiter, 1895
  - Familie Octacnemidae
  - Familie Perophoridae Giard, 1872
  - Familie Plurellidae Kott, 1973
- Ordnung Stolidobranchia Früher wurde diese Ordnung als Pleurogona den Enterogona gegenübergestellt.
  - Familie Molgulidae Lacaze-Duthiers, 1877
  - Familie Pyuridae Hartmeyer, 1908
  - Familie Styelidae Sluiter, 1895

## Verbreitung in Deutschland
Es gibt zehn Seescheidenarten, die sowohl in der Nordsee als auch in der Ostsee nachgewiesen wurden. Dabei handelt es sich um die Schlauchseescheide (Ciona intestinalis), die Parallel-Seescheide (Corella parallelogramma), Stumpen-Seescheide (Ascidia mentula), die Spritz-Seescheide (Ascidiella aspersa), die Raue Seescheide (Ascidiella scraba), die Stern-Seescheide (Botryllus schlosseri), die Tangbeere (Dendrodoa grossularia), die Rotmund-Seescheide (Styela coriacea), die Blaugrüne Ascidie (Molgula manhattensis) und die Krusten-Seescheide (Diplosoma listerianum).
In der Nordsee sind dagegen zusätzlich die folgenden Arten anzutreffen: die Keulen-Seescheide (Clavelina lepadiformis), die Glatte Seescheide (Ascidia virginea), die Glänzende Seescheide (Aplidium glabrum ), die Gallert Synascidie (Diplosoma spongiforme), sowie die ohne Trivialnamen verzeichneten Arten
Didemnum albidum, Sidnyum turbinatum und die eingeschleppte Ostasiatische Seescheide (Styela clava).

## Nutzung durch den Menschen
In Essig eingelegte Seescheiden der Familie Pyuridae Halocynthia roretzi (japanisch 海鞘 hoya, korean. 멍게 meongge, engl. sea pineapple) werden in Nordjapan und in Korea gegessen.